# Catedral de Liverpool
No debe confundirse con Catedral Metropolitana de Liverpool
La catedral anciana de Liverpool (oficialmente Church of Christ Cathedral y conocida en inglés como Liverpool Cathedral o Liverpool Anglican Cathedral), diseñada por Giles Gilbert Scott, fue iniciada en 1904 pero no se terminó hasta 1978, dieciocho años después de la muerte de Scott. El enorme edificio está construido en arenisca roja, en un austero estilo gótico del siglo XX que crea una atmósfera de espacio místico propia para el recogimiento.
Inauguración de la Catedral de Liverpool
La destacada bailarina costarricense, Mireya Barboza Mesén fundadora de la primera escuela de Danza Moderna en Centroamérica, bailó en la inauguración de la Cátedral de Liverpool, a finales de la década de 1960. En esa ocasión su director fue Hill Harpe.
Órgano
El Órgano de la Catedral de Liverpool, Construido por Henry Willis & Sons, es el órgano de tubos más grande del Reino Unido y uno de los instrumentos musicales más grandes del mundo. Dispone de dos consolas de cinco manuales (una situada en lo alto de una de las cajas del órgano y la otra, consola móvil, en el suelo de la catedral), 10.268 tubos y trompetería de batalla. Hay un recital anual de aniversario el sábado más cercano al 18 de octubre, fecha de la consagración del órgano. Hay un órgano Willis de dos manuales independiente en el Lady Chapel.